# STAR (economia aziendale)
Lo STAR è una tecnica usata nel'ambito della selezione del personale, in particolare per rispondere alle domande nelle interviste relative alle capacità, come spirito d'iniziativa, capacità di lavorare in gruppo, eccetera. Si tratta dell'acronimo inglese situation, task, action, result, ossia situazione, compito, azione e risultato.

## Contesto
Esempi di domande dirette a valutare una capacità (un'abilità o un comportamento) sono:
- Mi faccia un esempio di quando ha dimostrato spirito d'iniziativa ed assunto un ruolo di guida.
- Descriva un caso in cui ha dovuto fare lavoro di squadra per risolvere un problema.

## La tecnica
A domande di questo tipo, la tecnica STAR consiste nell'inquadrare con chiarezza i seguenti punti.
- Situazione: un evento specifico, con dettagli su contesto (per esempio, un precedente lavoro) e ruolo del candidato.
- Compito: l'obiettivo, che dev'essere preciso e quantificato, tanto se fissato dall'esterno (per esempio, il direttore decise che le vendite dovevano aumentare del 10%) quanto se scelto autonomamente (per esempio, decisi di svolgere il lavoro di un mese in tre settimane per potermi dedicare ad altro). Darsi i propri obiettivi è considerato particolarmente importante da alcune metodologie di sviluppo della prestazione[3].
- Azione: che cosa effettivamente il candidato ha fatto e perché, con dettagli che evidenzino il ruolo giocato dal candidato personalmente e permettano di valutarne la capacità sotto analisi.
- Risultato: esito dell'azione condotta, confronto con l'obiettivo, conseguenze in termini di esperienza acquisita ed eventuali altri casi in cui tale esperienza è stata usata (solo da citare, senza bisogno di dettagli se non richiesti); quest'ultimo punto è particolarmente importante in caso di esito negativo, cioè risultati non raggiunti. È importante comunque citare una gamma di risultati, anche indiretti, e non solo uno (per esempio, 1 - ho raggiunto il risultato facendo molti straordinari, 2 - ho dimostrato di saper lavorare sotto stress e 3 - ho imparato a prevenire questo genere di situazioni nel futuro in modo da poter conservare la possibilità di lavoro straordinario per eventuali imprevisti).

## Raccomandazioni complementari
Oltre alle raccomandazioni sulla struttura della risposta, la tecnica STAR ne prevede anche di più generali su come prepararsi a tale tipo d'intervista:
- richiamare situazioni recenti rende il racconto più interessante;
- preparare descrizioni brevi, pronti a fornire dettagli se richiesti: parlare troppo può portare l'intervistatore a decidere d'interrompere e a quel punto il racconto sarebbe incompleto;
- non trascurare nessun passaggio di quelli previsti e dare una continuità logica al racconto;
- essere onesti, perché aggiungere particolari inventati o tralasciare elementi importanti può mettere in cattiva luce qualora l'esaminatore dovesse capirlo;
- assicurarsi che il racconto metta in luce positiva, anche se la domanda dovesse essere negativa: ad una richiesta di raccontare un fallimento bisogna indicare come lo si è analizzato dopo e citare altre situazioni in cui si è messa a frutto l'esperienza maturata;
- essere specifici per mantenere l'attenzione: citare numeri precisi e nominare le persone coinvolte;
- variare gli esempi, traendoli da situazioni diverse della propria esperienza, come diversi lavori, volontariato e simili.